# Tage der Finsternis – Day of Wrath
Tage der Finsternis – Day of Wrath (Original: Day of Wrath, ung.: A harag napja) ist ein ungarisch-britischer Spielfilm aus dem Jahr 2006, der unter der Regie von Adrian Rudomin entstand.

## Handlung
Spanien zur Zeit der Inquisition im Jahr 1542. Bei den Feierlichkeiten zur Ernennung von Bürgermeister Don Francisco del Ruiz zum neuen Gouverneur töten maskierte Unbekannte den Herzog de Santa Fe mitsamt seinem Gefolge. Auf der Brust des Adligen hinterlässt der brutale Mörder einen eingeritzten Buchstaben als sein „Markenzeichen“ zurück. Der anwesende Polizeipräfekt Ruy de Mendoza, Mitglied eines niederen Adelsgeschlechtes, nimmt sich trotz privater Ehe- und Alkoholprobleme des Falles an, doch niemand will ihm zunächst glauben, da die übel zugerichteten Leichen wenig später spurlos verschwinden. Selbst die Witwe des Herzogs bestätigt den Tod ihres Gatten nicht und belügt Mendoza. Unterstützung findet sie in einer geheimen Verschwörung ausgesuchter Staatsoberhäupter um den Großinquisitor Bruder Anselmo, die mit aller Macht versuchen, die genauen Umstände der Morde zu vertuschen.
Der Polizeipräfekt nimmt erste Ermittlungen auf, stößt dabei aber in der frommen Gemeinde auf eine Mauer des Schweigens, die vornehmlich durch die Angst vor der Inquisition und der Ketzerei, sowie allgegenwärtigem Antisemitismus geprägt ist. Ein weiterer Mord am Grafen Jaramillo sowie dessen Leibwache bestätigt ihn formal, die Leichen verschwinden jedoch wieder spurlos, als Mendoza mit der Gräfin den Tatort besichtigen will. Ähnlich wie zuvor verleugnet auch die Gräfin das Verschwinden ihres Gatten. Obwohl ihm niemand zu glauben scheint, erregt er mit seinen Nachforschungen das Aufsehen der manipulierenden Inquisitoren. Doch aus Mangel an Beweisen wird er selbst bald zum Gespött der Bürger seiner Geburtsstadt. Er gibt jedoch nicht auf, recherchiert in einer Bibliothek, entdeckt dabei Unstimmigkeiten in den Ahnenlinien des spanischen Adels und stößt dabei auf Geschichtsmanipulationen, die auch seine eigene familiäre Situation betreffen.
Am gleichen Tag gelingt es ihm, sich dem Anführer der Mörder in einem Duell zu stellen, er unterliegt jedoch dem gut trainierten Fechter und wird dabei leicht verletzt. Bei der Verfolgung des Täters entdeckt er wieder zwei Leichen. Nach einer flüchtigen Untersuchung, bei der er neben kostbarem Schmuck auch eine Liste spanischer jüdischer Familien findet, wird er schließlich Augenzeuge, wie seine rechte Hand die Toten entdeckt und heimlich den Tatort reinigt. Schon bald besucht ihn der Mörder erneut, gibt sich als ungarischer Söldner aus, der im Auftrag des Gouverneurs, seines Onkels, die Morde ausübt. Zugleich warnt er Mendoza gut auf seine Familie zu achten, rettet ihm später mehrmals das Leben und führt ihn zu seinem Onkel, dem Gouverneur.
Dieser klärt ihn nun endgültig auf, was es mit der Stadt und den Listen auf sich hat. Es handelt sich hierbei um eine Auflistung spanischer Juden, den sogenannten Conversos, die 1492 der Verbannung bei Androhung der Todesstrafe umgingen, indem sie sich alle in einer einzigen Stadt niederließen und sich christliche Namen zulegten. Da dieses Wissen um ihre Herkunft ein wichtiges Machtinstrument ist, mit dessen Hilfe man zum mächtigsten Mann des Reiches werden kann, es über Leben und Tod entscheidet, und der Gouverneur außerdem von seinen Glaubensbrüdern erpresst wird, entschließt er sich Söldner anzuheuern, um die Erpresser dingfest zu machen. Da er jedoch die Erpresser in seiner Stadt nicht kennt, sie aber allesamt jüdischer Herkunft sind, einschließlich des Bruders Anselmo, entschließt er sich viele Personen auf der Liste zu töten, da er die Erpresser aus diesen Reihen vermutet. Bei den Tätern handelt es sich vornehmlich um Bruder Anselmo und einige hochrangige Adlige, die in der Folge allesamt von ungarischen Söldnern exekutiert werden.
Am Ende des Filmes heiratet Mendoza, der zuvor seine Frau verlor, seine nun verwitwete Jugendliebe Carmen de Jaramillo in einer feierlichen katholischen Zeremonie sowie in einer geheimen jüdischen.

## Kritiken
„Christopher Lambert wird in diesem Jahrtausend wohl kein guter Schauspieler mehr, doch für seine Paraderolle, den populärhistorischen Kostümwichtel des Guten, reicht es auch mit 50 noch, wie diese kaum verhohlene Low-Budget-Variante von ‚Der Name der Rose‘ mit Lambert in der Connery-Rolle durchaus unterhaltsam beweist. Politisch korrekte Detektivunterhaltung in solider Ausstattung, marktstrategisch sinnvoll regelmäßig unterbrochen von Degengeklirr und Straßenprügelei.“